# Gare de Gyömöre
La gare de Gyömöre (en hongrois : Gyömöre vasútállomás) est une halte ferroviaire hongroise, située à Gyömöre.